# Хорольський Дмитро Юрійович
Дмитро Юрійович Хорольський (нар. 13 листопада 1991, Україна) — український футболіст, центральний півзахисник тишківського «Агротеха».

## Життєпис
Вихованець олександрійського футболу. В юнацьких регіональних змаганнях та ДЮФЛУ виступав за місцеві клуби «Кристал», МФК «Олександрія», «Кристал-Аметист» та «Олександрія-Аметист». У 2009 році опинився в стурктурі «Олександрії», але через високу конкуренцію в першій команді не заграв. У дорослому футболі дебютував 14 жовтня 2009 року в нічийному (0:0) домашньому поєдинку літнього кубку ліги ПФЛ проти «Гірника-Спорту». Потім виступав в чемпіонаті Кіровоградської області за олександрійські колективи «Аметист-2001» та «Олександрія-Аметист». У 2012 році грав в обласному чемпіонаті за «Буревісник», а наступного року у футболці петрівського клубу дебютував вже в аматорському чемпіонаті України.
На початку січня 2014 року перебрався до АФ «П'ятихатська», з якою спочатку виступав в аматорському чемпіонаті України. На професіональному рівні дебютував 15 серпня 2015 року в переможному (2:0) домашньому поєдинку Другої ліги України проти «Нікополя». Дмитро вийшов на поле на 90-й хвилині замість Олександра Мішуренка. У першій половині сезону 2015/16 років провів 7 поєдинків у Другій лізі України, також виступав за «Інгулець-3» в аматорському чемпіонаті України.
22 березня 2016 року підсилив «Енергію». У футболці новокаховського клубу дебютував 26 березня 2016 року в переможному (3:0) домашньому поєдинку 16-го туру Другої ліги України проти херсонського «Кристалу». Хорольський вийшов на поле в стартовому складі, а на 68-й хвилині його замінив Валерій Доля. У другій половині сезону зіграв 12 матчів у Другій лізі України та 1 поєдинок у кубку України.
13 березня 2017 року став гравцем «Миру». У футболці горностаївського клубу дебютував 18 березня 2017 року в переможному (3:1) домашньому поєдинку 21-го туру Другої ліги України проти кременчуцького «Кременя». Дмитро вийшов на поле в стартовому складі та відіграв увесь матч, а на 45-й хвилині відзначився своїм єдиним голом за «Мир». У другій половині сезону 2016/17 років зіграв 9 матчів (1 гол) у Другій лізі України. Потім виступав за криворізьку «Дружбу» в чемпіонаті Херсонської області та аматорському чемпіонаті України.
19 липня 2018 року підписав контракт з «Зіркою». У футболці кіровоградського клубу дебютував 22 липня 2018 року в програному (0:1) домашньому поєдинку 1-го туру Першої ліги України проти луцької «Волині». Хорольський вийшов на поле на 80-й хвилині замість Микити Ходорченка. У першій половині сезону 2018/19 років зіграв 16 матчів у Першій лізі та 1 поєдинок у кубку України. На початку лютого 2019 року вільним агентом залишив «Зірку».
5 квітня 2019 року підсилив «Калуш». У футболці «городян» дебютував 6 квітня 2019 року в програному (1:2) виїзному поєдинку 18-го туру Другої ліги України проти хмельницького «Поділля». Дмитро вийшов на поле на 51-й хвилині замість Олега Веремієнка. Загалом у другій половині сезону 2018/19 років провів 10 поєдинків у Другій лізі. Після цього повернувся до «Зірки», яка виступала вже на аматорському рівні в чемпіонаті Кіровоградської області та чемпіонаті України. З 2020 по 2021 рік виступав за «Суми», «Скорук» та «Ниву» (Теребовля). З березня 2021 року перебував без клубу.
З 2023 року — гравець «Агротеху».